# Radiotelevisiun Svizra Rumantscha
Radiotelevisiun Svizra Rumantscha (RTR, Retoromańska Radiotelewizja Szwajcarii) – część SRG SSR, szwajcarskiego publicznego nadawcy radiowo-telewizyjnego, odpowiedzialna za produkcję programów w języku romansz, najmniej popularnym spośród czterech języków urzędowych tego kraju. 
Choć formalnie ma za zadanie obsługę użytkowników tego języka w całej Szwajcarii, a nawet poza jej granicami, w praktyce w największym stopniu skupia się na kantonie Gryzonia, gdzie romansz ma najwięcej mówiących. Siedzibą RTR jest stolica tego kantonu, Chur. W dzisiejszej postaci organizacyjnej struktura ta powstała w 1995 roku, choć kontynuuje ona tradycje radia w romansz sięgające 1925 roku oraz telewizji w tym języku, co zapoczątkowano w 1963.

## Kanały
RTR nadaje całodobowy kanał radiowy Radio Rumantsch (RR). Produkuje również programy telewizyjne, głównie informacyjne, pod marką Televisiun Rumantscha. Nie posiada jednak własnego kanału telewizyjnego, zaś jej audycje emitowane są na antenie SRF 1 i SRF info. 